# Zvonimir Koceić
Zvonimir Koceić (Dugopolje, 8 giugno 1917 – Zagabria, 16 gennaio 1997) è stato un calciatore croato, di ruolo attaccante.

## Palmarès

### Club
- Campionato jugoslavo: 1

HAŠK Zagabria: 1937-1938